# 灵芝醇A
灵芝醇A（也称为灵芝烯醇）是一种羊毛甾烷型四环三萜化合物，化学式为C30H46O2，存在于灵芝（Ganoderma lucidum）等真菌中。相关化合物有灵芝二醇，也称为“灵芝醇B”